# Brandon (hrabstwo Rutland)
Brandon – jednostka osadnicza w Stanach Zjednoczonych, w stanie Vermont, w hrabstwie Rutland.